# Sandviks-Lungan
Sandviks-Lungan är en sjö i Ljusdals kommun i Hälsingland och ingår i Ljusnans huvudavrinningsområde.